# Horitzó

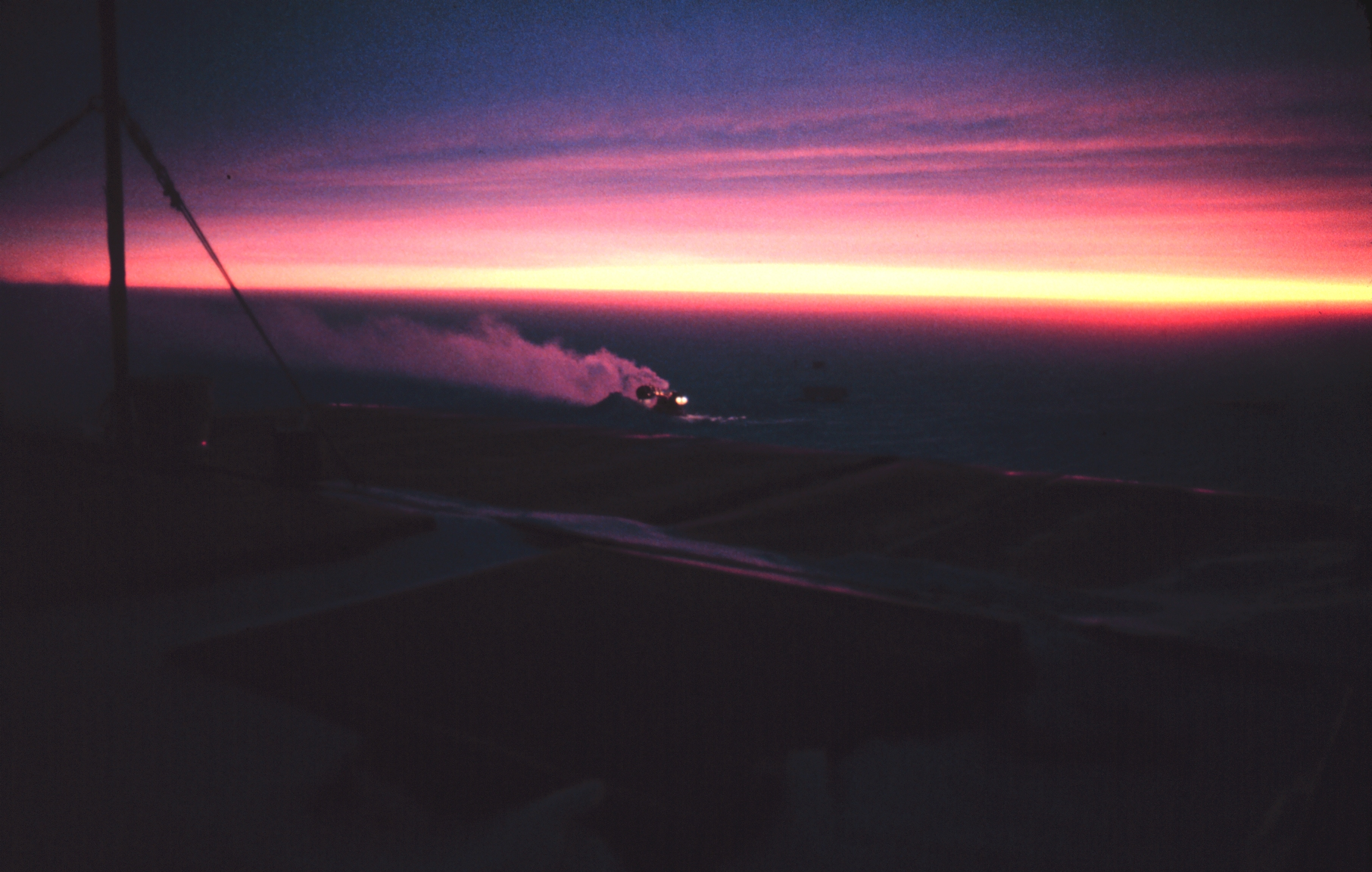
Horitzó

L'horitzó o l'horitzont (del grec antic ὁρίζων, οντος horízōn, ontos; a través del llatí horizon, ontis; ac. horizontem) és la línia que separa el cel de la Terra per a un observador. De forma més precisa, és la línia que divideix totes les direccions que es poden observar en dues categories: les que intersequen la Terra, i les que no ho fan.
En molts llocs, l'horitzó verdader està ocult per arbres, edificis, muntanyes, etc. En aquest cas, la intersecció resultant de la Terra i el cel es coneix com a horitzó visible. Tanmateix, si ens trobem en un vaixell al mar, l'horitzó verdader és escandalosament aparent.
Històricament, la distància a l'horitzó visible ha estat extremadament important, ja que representava la màxima distància de comunicació i de visió abans de la invenció de la ràdio i la telegrafia.

## Aparença

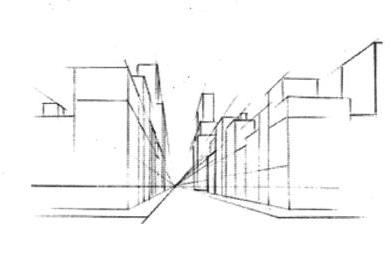
Els dibuixos en perspectiva tenen una línia anàloga de l'horitzó on les línies paral·leles convergeixen a un punt de fuga.

Històricament, la distància a l'horitzó visible ha estat durant molt de temps vital per a la supervivència i la navegació reeixida, especialment en la mar, perquè determinava el rang màxim de visió d'un observador i, per tant, de comunicació, amb totes les conseqüències òbvies per a la seguretat i la transmissió d'informació que aquest rang implícit. Aquesta importància va disminuir amb el desenvolupament de la ràdio i el telègraf, però encara avui, quan es vola una aeronau sota les regles de vol visual, s'utilitza una tècnica anomenada altitud de vol per a controlar l'aeronau, en la qual el pilot utilitza la relació visual entre el morro de l'aeronau i l'horitzó per a controlar l'aeronau. Els pilots també poden conservar la seva orientació espacial amb referència a l'horitzó.
En molts contextos, especialment en el dibuix de perspectiva, la curvatura de la Terra no es té en compte i l'horitzó es considera la línia teòrica a la qual convergeixen els punts de qualsevol pla horitzontal (quan es projecta sobre el pla de la imatge) a mesura que augmenta la seva distància de l'observador. Per als observadors prop del nivell de la mar, la diferència entre aquest horitzó geomètric (que assumeix un pla de terra infinit perfectament pla) i el horitzó veritable (que assumeix una superfície esfèrica de la Terra) és imperceptible a simple vista. No obstant això, per a algú en un pujol de 1.000 m mirant a la mar, l'horitzó veritable estarà aproximadament un grau per sota d'una línia horitzontal.
En astronomia, l'horitzó és el pla horitzontal a través dels ulls de l'observador. És el pla fonamental del sistema de coordenades horitzontals, el lloc geomètric dels punts que tenen una altitud de zero graus. Si bé és similar en formes a l'horitzó geomètric, en aquest context un horitzó pot considerar-se com un pla en l'espai, en lloc d'una línia en un pla d'imatge.

## Horitzó geomètric
En molts contexts, i en particular en el dibuix en perspectiva, la curvatura de la Terra se sol ignorar i l'horitzó es considera la línia teòrica en la qual convergeixen tots els punts d'un pla horitzontal (quan són projectats en el pla del dibuix) a mesura que la distància a l'observador creix. Cal notar que per a un observador a prop del terra, la diferència entre aquest horitzó geomètric (que assumeix un terra perfectament pla i infinit) i l'horitzó verdader (que assumeix una superfície terrestre esfèrica) és gairebé imperceptible. És a dir, si la Terra fos perfectament plana, encara hi hauria una línia d'horitzó visible, i per a observadors prop del terra, la seva posició i aparença no serien significativament diferents de les que veiem en una Terra corba.

## Horitzó astronòmic

Horitzons

En astronomia, l'horitzó és el pla horitzontal que passa a través dels ulls de l'observador. És el pla fonamental del sistema de coordenades horitzontals, el lloc geomètric dels punts que tenen una altura de zero graus. En aquest context, l'horitzó pot ser considerat un pla en l'espai, més que una línia.
La intersecció d'aquest pla amb l'esfera celeste és un cercle màxim perpendicular a la vertical i, per tant, a 90° del zenit de l'observador. Això serà vàlid mentre ens trobem al nivell del mar o en una plana. Si ens trobem dalt d'una muntanya o en un avió, l'horitzó formarà un angle d'una mica més de 90° respecte al zenit, depenent de l'altura a la qual ens trobem.

## Càlculs
A la Terra, la distància a l'horitzó en una plana (estant al nivell del terra o dalt d'una torre, o des d'un avió) o en una muntanya rodejada de planes, és aproximadament:
{\displaystyle {\sqrt {13h}}} quilòmetres
On h és l'alçada en metres dels ulls de l'observador.
Exemples:
- estant a terra amb h = 1,70 m, l'horitzó es troba a una distància de 4,7 km
- estant sobre un turó o una torre de 100 m d'alçada, l'horitzó es troba a una distància de 36 km

Per a aquests exemples s'han considerat condicions ideals d'observació. Evidentment, la distància de visió depèn també de les condicions meteorològiques.
Per a calcular a quina altura per sobre l'horitzó es troba la punta d'una torre, el màstil d'un vaixell o el cim d'un turó, només cal afegir la distància de l'horitzó a aquesta altura.
Exemple:
- estant a terra amb h = 1,70 m, es pot veure, si el temps ho permet, la punta d'una torre de 100 m d'alçada a 41 km de distància.

Aquesta fórmula és vàlida mentre h sigui molt més petit que el radi de la Terra (6.371 km). La fórmula exacta per a la distància des del punt d'observació a l'horitzó, aplicable inclús per a satèl·lits, és:
{\displaystyle {\sqrt {2Rh+h^{2}}}}
on R és el radi de la Terra i tant R com h són en quilòmetres
Una fórmula diferent és aquesta
{\displaystyle \cos {\frac {s}{R}}={\frac {R}{R+h}}}
Aquesta fórmula dona la distància de la longitud d'arc s al llarg de la superfície corba de la Terra fins a la part inferior de l'objecte, mentre que la fórmula de dalt és per a la distància de la línia de visió fins a la part superior de l'objecte. Ambdues fórmules donen el mateix resultat quan l'altura de l'objecte és negligible comparada amb el radi terrestre.

## Efecte de la refracció atmosfèrica
Si la Terra fos un món sense aire com la Lluna, la llum viatjaria horitzontalment i els càlculs anteriors serien precisos. No obstant això, la Terra té una atmosfera d'aire, que la seva densitat i índex de refracció varien considerablement segons la temperatura i la pressió. Això fa que l'aire refracti la llum en diferents graus, afectant l'aparença de l'horitzó. En general, la densitat de l'aire just per sobre de la superfície de la Terra és major que la seva densitat a majors altituds. Això fa que el seu índex de refracció sigui major prop de la superfície que més amunt, el que fa que la llum que viatja aproximadament horitzontalment sigui refractada cap avall. Això fa que la distància real a l'horitzó sigui major que la distància calculada amb fórmules geomètriques. Amb condicions atmosfèriques estàndard o normalitzades, la diferència és d'aproximadament el 8%. Això canvia el factor de 3,57, en les fórmules mètriques usades a dalt, a aproximadament 3,86. Aquesta correcció pot ser una aproximació bastant bona en condicions atmosfèriques normalitzades.
Quan les condicions són inusuals, aquesta aproximació falla. La refracció és fortament afectada pels gradients de temperatura, que poden variar considerablement d'un dia a un altre, especialment sobre l'aigua. En casos extrems, en general a la primavera, quan l'aire calent supera l'aigua freda, la refracció pot permetre que la llum segueixi la superfície de la Terra durant centenars de quilòmetres. Les condicions oposades ocorren, per exemple, en deserts, on la superfície és molt calenta, tan calenta, l'aire de baixa densitat està per sota de l'aire més fresc. Això fa que la llum sigui refractada cap amunt, causant efectes de miratge que fan que el concepte de l'horitzó no tingui cap sentit. Els valors calculats per als efectes de la refracció en condicions inusuals són per tant aproximats. No obstant això, s'han fet intents per a calcular-les amb major precisió que l'aproximació simple descrita anteriorment.
Fora del rang de longitud d'ona visual, la refracció serà diferent. Per al radar (per exemple, per a longituds d'ona de 300 a 3 mm, és a dir, freqüències entre 1 i 100 GHz), el radi de la Terra pot multiplicar-se per 4/3 per a obtenir un radi efectiu que doni un factor de 4.12 en la fórmula mètrica, és a dir, 15% més enllà de l'horitzó geomètric o 7% més enllà del visual. El factor 4/3 no és exacte, ja que en el cas visual la refracció depèn de les condicions atmosfèriques.

### Càlcul de la distància de l'horitzó afectat per la refracció atmosfèrica

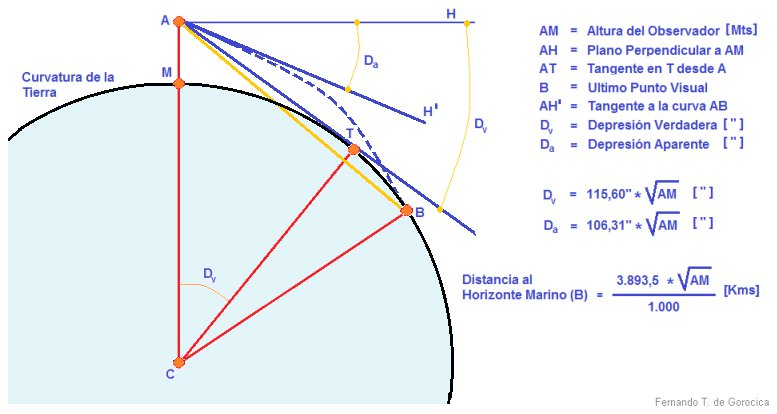
Càlcul de la Depressió de l'Horitzó. Depressió Veritable i Aparent que es mesura en l'horitzó marí.

En general l'aire és més dens en la superfície, per la qual cosa des de l'altura d'un observador {\displaystyle AM} la línia de visió tangent a la Terra de l'horitzó veritable {\displaystyle AT} es corba formant un arc la {\displaystyle AB} a causa de la refracció de l'atmosfera, que doblega els raigs de llum cap avall en un arc amb un radi major que el de la Terra. En conseqüència l'horitzó aparent (refractat) {\displaystyle B} és més allunyat que l'horitzó veritable {\displaystyle T}, la qual cosa permet veure objectes que estarien ocults per la curvatura de la Terra.
És comú en topografia i geodèsia que si l'altura de l'observador {\displaystyle AM} és menor de 8 km, inferior a la troposfera, se suposi una atmosfera homogènia en la qual el raig corb és l'arc d'un cercle per a facilitar els càlculs.
Per a saber el radi de l'arc de la llum refractada {\displaystyle R'} s'obté la fracció del radi de la Terra {\displaystyle R} entre un menys l'"índex de refracció" atmosfèric {\displaystyle k}:
{\displaystyle R'={R \over 1-k}}
En una refracció estàndard a nivell de la mar on {\displaystyle k=} 0,17 el radi {\displaystyle R'} és 7.681 km. Es denomina com a "constant de refracció" la relació del radi terrestre {\displaystyle R} amb el radi de la llum refractada {\displaystyle R'}. En navegació es denomina "depressió de l'horitzó" la diferència de l'angle entre l'horitzó veritable {\displaystyle D_{V}} i l'horitzó veritable {\displaystyle D_{A}}.
Aproximadament {\displaystyle R'} és 7 vegades el radi de la Terra, per la qual cosa s'assumeix generalment una constant de refracció d'1/7 on {\displaystyle R'=R\times 7/6}, que és 7.433 km. Llavors mitjançant l'equació anterior de la distància exacta de l'horitzó s'obté que:
{\displaystyle D_{\mathrm {H} }={\sqrt {(R+H_{O})^{2}-R^{2}}}} on:
{\displaystyle D_{\mathrm {H} }=} distància de la línia de visió a l'horitzó
{\displaystyle H_{O}=} altura de l'ull de l'observador mesura des de la superfície del globus
{\displaystyle R=} radi de la terra (6.371 km sense refracció; 7.681 km o 7.433 km per a refracció estàndard).

#### Mètode Sweer d'integració
John Sweer (1938) va calcular que si la densitat del perfil de les atmosferes és coneguda, la distància d de l'horitzó està donada per
{\displaystyle d={{R}_{\text{E}}}\left(\psi +\delta \right)\,,}
on {\displaystyle R_{E}} és el radi de la Terra, {\displaystyle \psi } és la immersió de l'horitzó i {\displaystyle \delta } és la refracció de l'horitzó. La immersió és determinada de manera simple mitjançant
{\displaystyle \cos \psi ={\frac {{R}_{\text{E}}{\mu }_{0}}{\left({{R}_{\text{E}}}+h\right)\mu }}\,,}
on h és l'altura sobre la Terra de l'observador, {\displaystyle \mu } és l'índex de refracció de l'aire a l'altura de l'observador, i {\displaystyle \mu _{0}} és l'índex de refracció a l'altura de la superfície de la Terra.

La refracció ha de ser trobada mitjançant la integració de
{\displaystyle \delta =-\int _{0}^{h}{\tan \phi {\frac {{\text{d}}\mu }{\mu }}}\,,}
on {\displaystyle \phi \,\!} és l'angle entre el raig i una línia a través del centre de la Terra. Els angles {\displaystyle \psi } i {\displaystyle \phi \,\!} estan relacionats mitjançant {\displaystyle \phi =90{}^{\circ }-\psi \,.}

#### Mètode simple de Young
Un enfocament molt més simple per Andrew T. Young (2013), que proveeix essencialment els mateixos resultats que l'aproximació de primer ordre presentada a dalt, utilitza el model geomètric, però utilitza un radi de {\displaystyle R'=R\times 7/6}. La distància a l'horitzó és llavors
{\displaystyle d={\sqrt {2R^{\prime }h}}\,.}
Prenent el radi de la Terra com 6.371 km, amb d en quilòmetres i h en metres,
{\displaystyle d\approx 3.86{\sqrt {h}}\,;}
amb d en milles i h en peus,
{\displaystyle d\approx 1.32{\sqrt {h}}\,.}
Els resultats del mètode de Young són bastant pròxims als del mètode de Sweer, i són prou exactes per a la majoria dels propòsits.

#### Aproximació de R. Langton Col·le
Per a unitats angleses existeix una antiga norma que donada per R. Langton Cole (1913), on:
'{\displaystyle distancia\ a\ l'horitzo\ (milles)={\sqrt {7\times h\ (peus)/4}}}

## Curvatura de l'horitzó

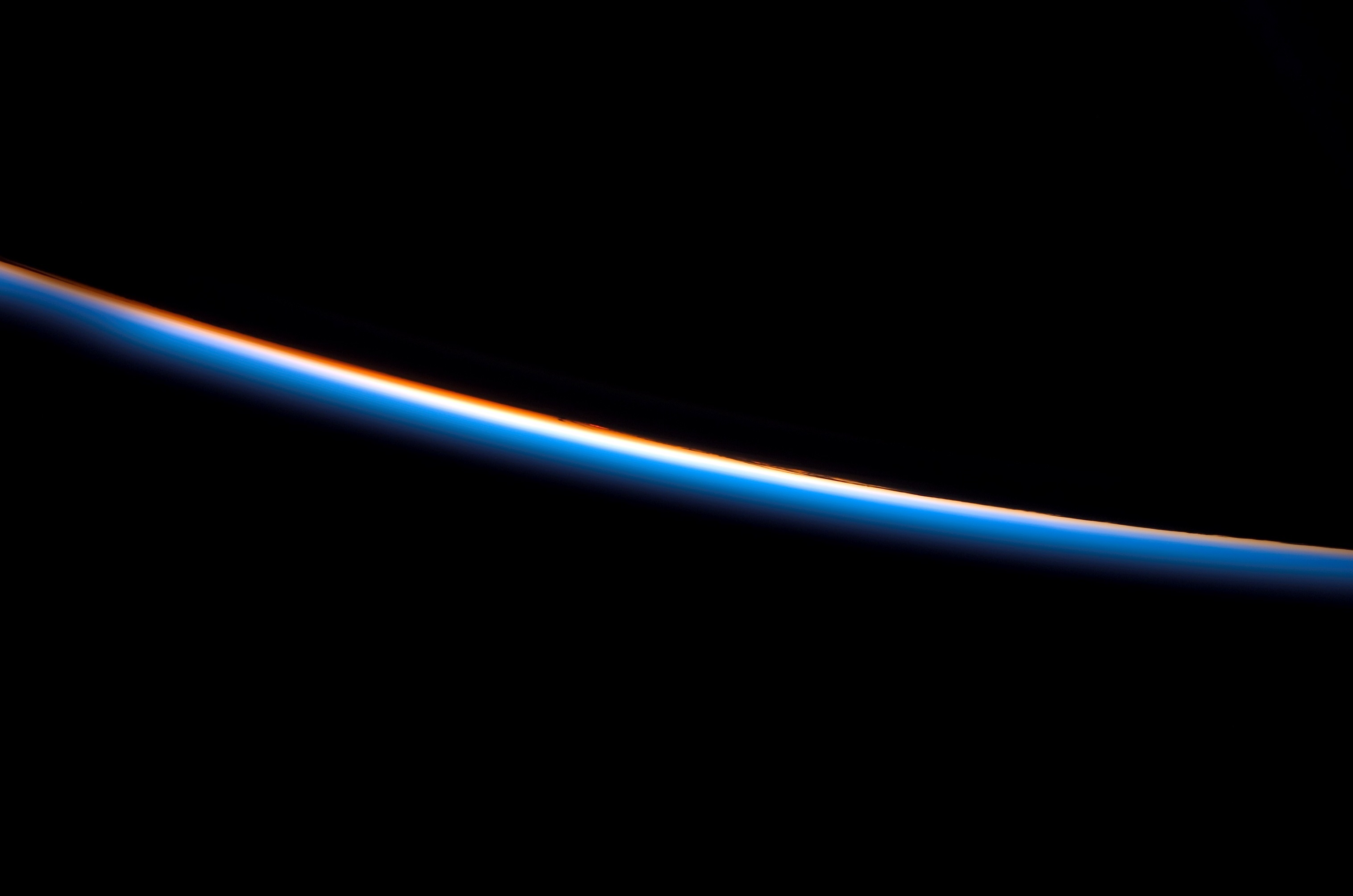
La curvatura de l'horitzó es veu fàcilment en aquesta fotografia de 2008, presa des d'un transbordador espacial a una altitud de 226 km.

Des d'un punt per sobre de la superfície de la Terra, l'horitzó sembla lleugerament convex; és un arc circular. La següent fórmula expressa la relació geomètrica bàsica entre aquesta curvatura visual, l'altitud, i el radi de la Terra:
{\displaystyle \kappa ={\sqrt {\left(1+{\frac {h}{R}}\right)^{2}-1}}\ }
La curvatura és el recíproc del radi angular de la curvatura en radiants. Una curvatura d'1,0 apareix com un cercle d'un radi angular de 57,3° corresponent a una altitud d'aproximadament 2.640 km sobre la superfície de la Terra. A una altitud de 10 km, l'altitud de creuer d'un avió típic, la curvatura matemàtica de l'horitzó és d'aproximadament 0,056, la mateixa curvatura de la vora del cercle amb un radi de 10 m que es veu des de 56 cm directament sobre el centre del cercle. No obstant això, la curvatura aparent és menor que la deguda a la refracció de la llum per l'atmosfera i l'enfosquiment de l'horitzó per les altes capes de núvols que redueixen l'altitud sobre la superfície visual.

## Punt de fuga

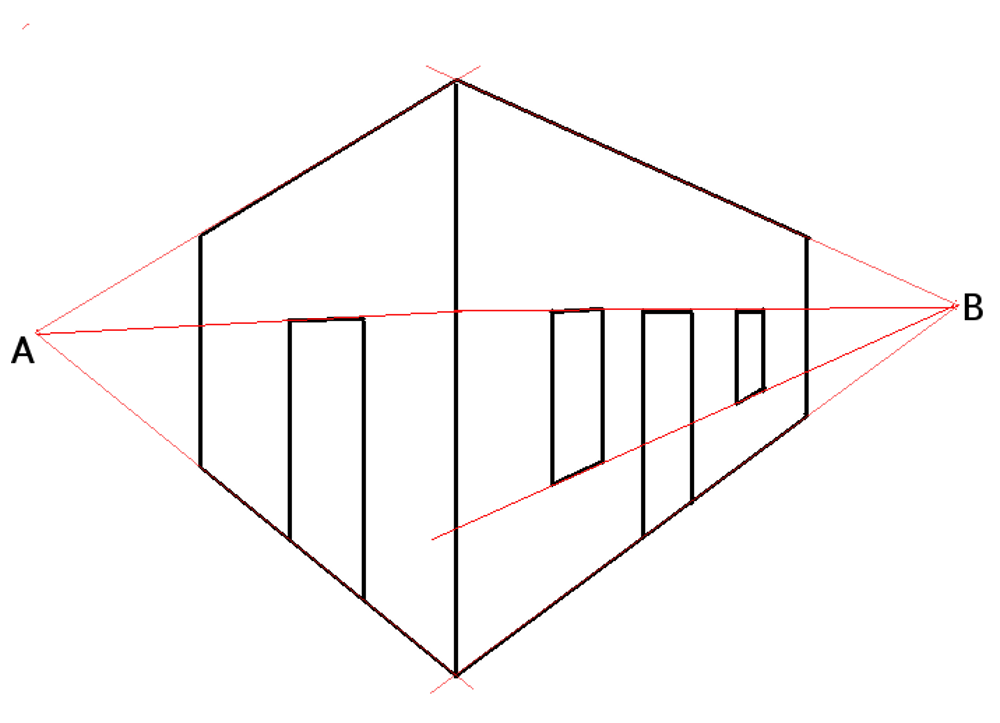
Dos punts en l'horitzó estan en les interseccions de les línies que estenen els segments que representen les vores de l'edifici en primer pla. La línia de l'horitzó coincideix aquí amb la línia en la part superior de les portes i finestres.

L'horitzó és una característica clau del pla pictòric en la ciència de la perspectiva gràfica. Suposant que el pla de la imatge està vertical al sòl i que P és la projecció perpendicular del punt de l'ull O en el pla de la imatge, l'horitzó es defineix com la línia horitzontal que passa per P. El punt P és el punt de fuga de les línies perpendiculars a la imatge. Si S és un altre punt en l'horitzó, llavors és el punt de fuga de totes les línies paral·leles a US. Però Brook Taylor (1719) va indicar que el pla de l'horitzó determinat per O i l'horitzó era com qualsevol altre pla:
El terme de Línia Horitzontal, per exemple, és apte per a confinar les Nocions d'un Aprenent al Pla de l'Horitzó, i fer-li imaginar que aquest Pla gaudeix d'alguns Privilegis particulars, que fan que les Figures en ell siguin més fàcils i més convenients. ser descrit, per mitjà d'aquesta Línia Horitzontal, que les Figures en qualsevol altre pla;... Però en aquest Llibre no faig diferència entre el Pla de l'Horitzó, i qualsevol altre Pla qualsevol...
La peculiar geometria de la perspectiva on les línies paral·leles convergeixen en la distància, va estimular el desenvolupament de la geometria projectiva que postula un punt en l'infinit on les línies paral·leles es troben. En el seu llibre Geometry of an Art (2007), Kirsti Andersen va descriure l'evolució del dibuix en perspectiva i la ciència fins a 1800, assenyalant que els punts de fuga no tenen per què estar en l'horitzó. En un capítol titulat "Horitzó", John Stillwell va explicar com la geometria projectiva ha portat a la geometria d'incidència, l'estudi abstracte modern de la intersecció de línies. Stillwell també es va aventurar en els fonaments de les matemàtiques en una secció titulada "Quines són les lleis de l'àlgebra?" L'"àlgebra de punts", proposta originalment per Karl von Staudt que derivava els axiomes d'un camp, va ser desconstruida en el segle xx, donant lloc a una àmplia varietat de possibilitats matemàtiques. Stillwell afirma
Aquest descobriment de fa 100 anys sembla capaç de donar la volta a les matemàtiques, si bé encara no ha estat absorbit per complet per la comunitat matemàtica. No sols desafia la tendència de convertir la geometria en àlgebra, sinó que suggereix que tant la geometria com l'àlgebra tenen una base més simple del que es pensava anteriorment.